# Деулино (Рязанская область)
Деу́лино (также Уржа) — посёлок в Рязанском районе Рязанской области в 40—60 км к северо-востоку от Рязани. Входит в состав Заборьевского сельского поселения.

## История
Впервые упоминается 1862 году в списке населенных пунктов Рязанской губернии.
Второе название, Уржа, вероятно дано по протекающей между Деулино и соседним посёлком Лесохим реке Ураж, впадающей в Пру.

## Этимология
Восходит к слову "деулить", что по толковому словарю Даля означает есть со вкусом, вкушать наслаждаясь..

## География
Посёлок находится непосредственно на территории Мещёрского национального парка. В августе 2010 в районе деревни был один из очагов летних пожаров.

## Население
| 1859 | 1897 | 1906 | 2010 |
| ---- | ---- | ---- | ---- |
| 186  | ↗498 | ↗698 | ↘110 |

## Говор Деулино
Известна деревня стала благодаря изданному в 1969 году уникальному в своём роде диалектному словарю, включающему в себе лексику говора Деулино. Объём словаря около 8 тысяч слов. Основной материал был собран в диалектологических экспедициях в 1960—1963 годах. В записях лексического материала принимали участие 31 местный житель, рождённый в период между 1883 и 1927 годами. Говор деревни является типично южнорусским и входит в восточную группу говоров южнорусского наречия.